# Harbin Z-20
El Harbin Z-20 es un helicóptero utilitario mediano producido por Harbin Aircraft Industry Group (HAIG). Voló por primera vez el 23 de diciembre de 2013 y tiene un peso máximo de despegue de 10 toneladas.  El Z-20 puede operar desde ubicaciones por encima de los 4.000 m de altitud. Se considera comparable en rendimiento al helicóptero Sikorsky UH-60 Black Hawk de fabricación estadounidense, cuya variante civil Sikorsky S-70 C-2 ha sido utilizada por el Ejército Popular de Liberación desde 1984.

## Desarrollo
La Fuerza Aérea del Ejército Popular de Liberación (PLAAF) ha exigido un helicóptero utilitario mediano de gran altitud que pueda operar en las regiones montañosas de China desde la década de 1980. En 1984, la PLAAF adquirió 24 Sikorsky S-70C-2 con motores General Electric T700-701A mejorados, que tienen un rendimiento superior al Mi-17V5 que se adquirió más tarde. Estos 24 helicópteros Sikorsky S-70C-2 son la versión civil del UH-60 Black Hawk militar, pero entraron directamente en servicio con el Ejército Popular de Liberación.
China no pudo comprar más helicópteros Sikorsky luego de las secuelas de las protestas de la Plaza de Tiananmen de 1989 que resultaron en un embargo de armas de la Unión Europea y Estados Unidos. Esto llevó al desarrollo de un proyecto llamado "Proyecto de helicóptero de 10 toneladas" autóctono que comenzó en 2006, y el Z-20 realizó su primer vuelo el 23 de diciembre de 2013.
La producción de helicópteros en China recibió un enorme impulso después de que los terremotos de Sichuan de 2008 pusieran al descubierto el valor de los helicópteros en las misiones humanitarias. Además de por la PLAAF, es probable que el Z-20 sea utilizado por otros servicios del Ejército Popular de Liberación. Podría desempeñar el papel de un helicóptero naval de funciones múltiples para la Armada del Ejército Popular de Liberación (PLAN) que es lo suficientemente pequeño como para ser interoperable en todos los buques PLAN mientras aún tiene un conjunto completo de capacidades de guerra antisubmarina (ASW) instalado; algo de lo que el Ka-28 actual y el Changhe Z-8 / Changhe Z-18 son incapaces de hacer. 
El Z-20 ha sido probado llevando misiles en pilones bajo las alas.
Según especulaciones, desde el año 2015 se estaría desarrollando una variante sigilosa del Z-20.

## Diseño

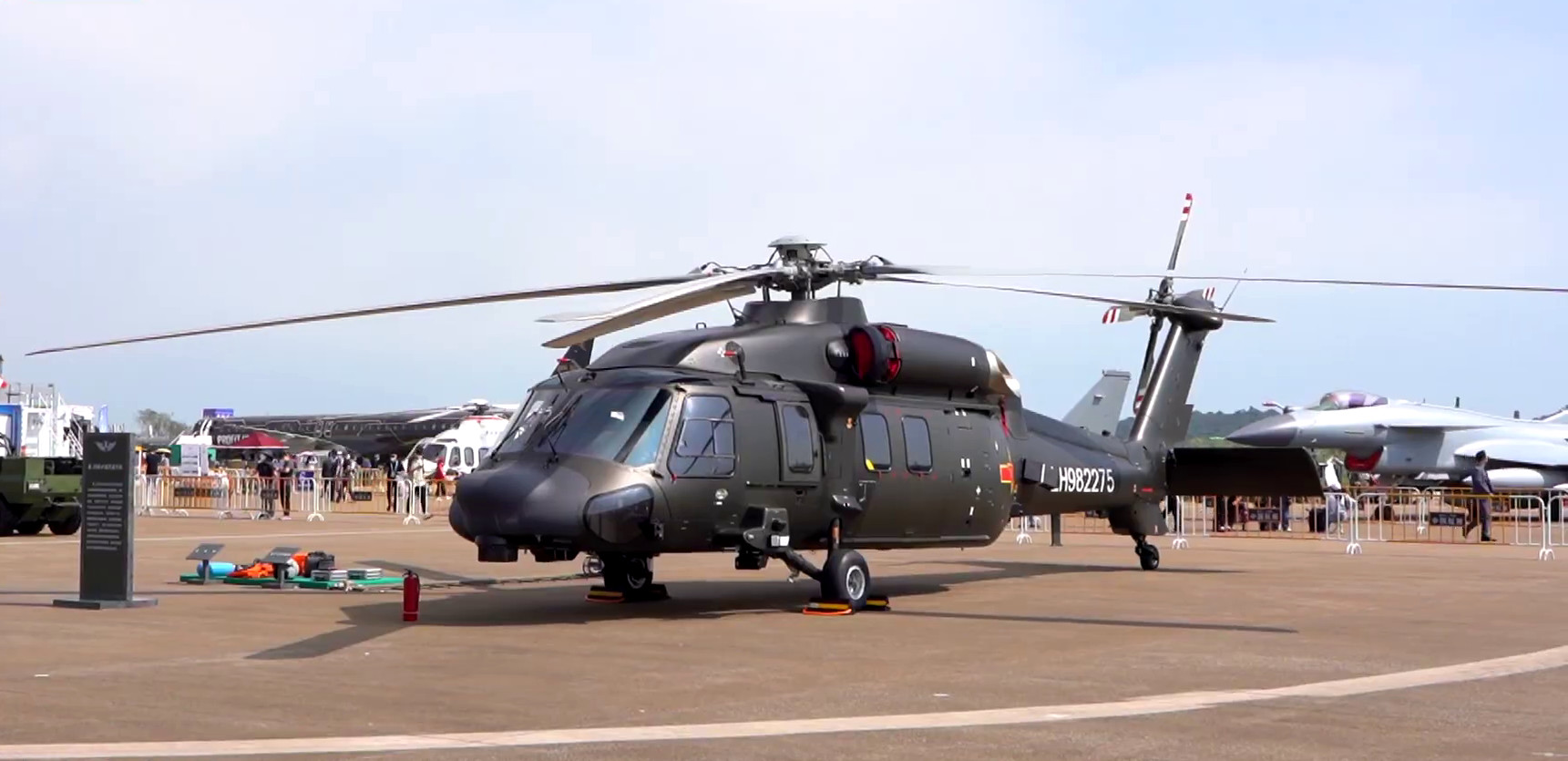
Un Z-20 en la exhibición del Airshow China 2022

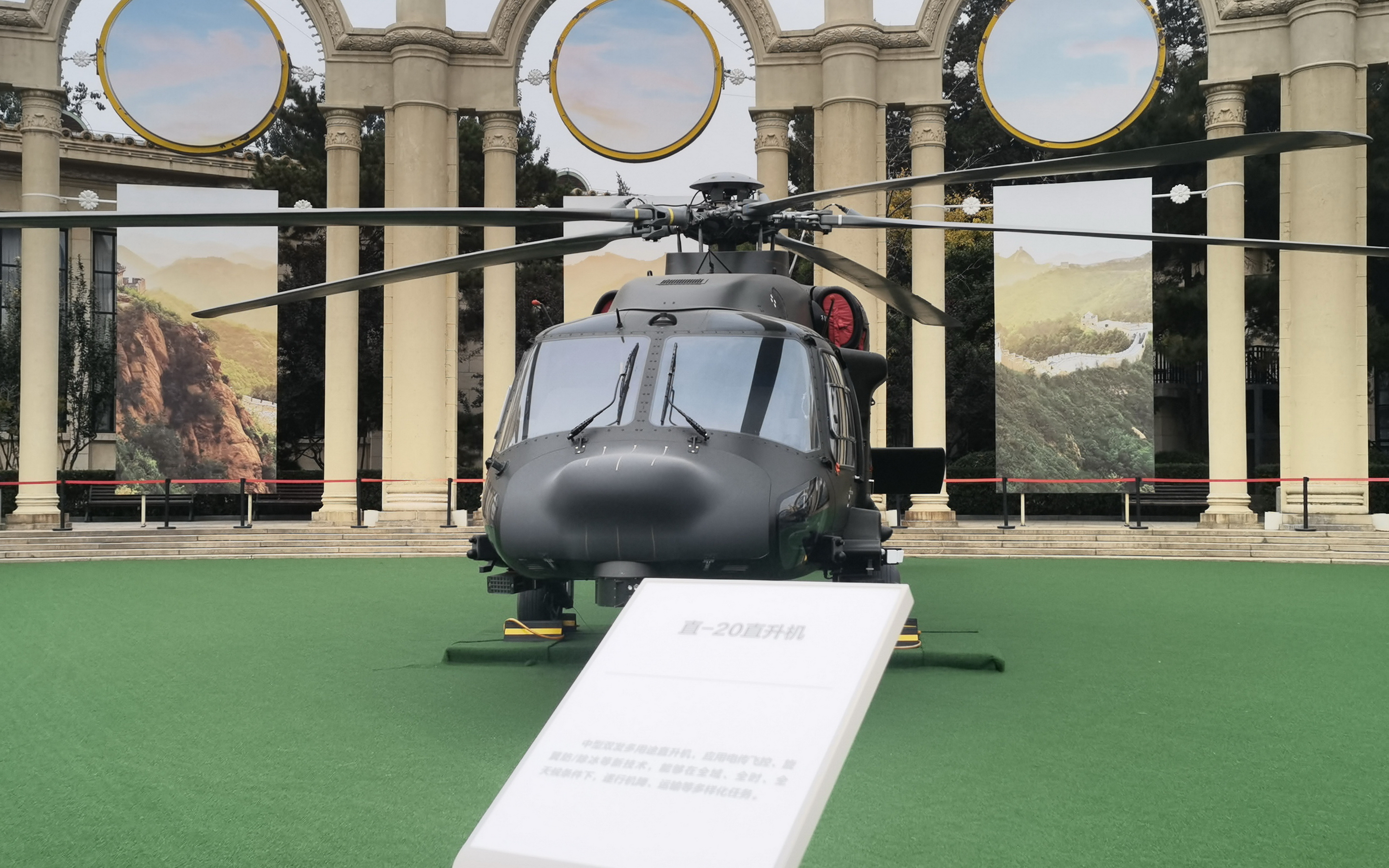
Helicóptero Z-20

El Z-20 se basa en el bien probado Sikorsky S-70-C2 adquirido por la PLAAF en 1984 que también sirve de base al propio UH-60 Black Hawk. Además, Pakistán podría haber permitido que funcionarios chinos examinaran los restos del Black Hawk siniestrado y abandonado por las Fuerzas Especiales de Estados Unidos durante el operativo que dio muerte a Osama Bin Laden, el 1 de mayo del 2011. 
Si bien el Z-20 tiene un gran parecido con la serie S-70 / UH-60 Black Hawk, hay varias diferencias clave que incluyen un rotor principal de cinco palas (en lugar de las cuatro del Black Hawk), sistema fly-by-wire, marco de unión de cola/fuselaje más angulado que le brinda mayor sustentación, capacidad de cabina y resistencia, entre otros. 
Los carenados instalados detrás de los escapes del motor, sobre la espina de la cola, probablemente contengan equipos de comunicación satelital y/o del sistema de navegación satelital BeiDou. 
El medio especializado "Aviation Week" señala que China pudo haber decidido que era mejor mejorar el conocido diseño probado del S-70 / UH-60 Black Hawk de la década de 1970 que se ajusta a los requisitos operativos del PLA, en lugar de asumir riesgos de desarrollo. Esto fue consistente con la estrategia que utilizó China con el desarrollo de los helicópteros Z-8 y Z-9. 
Se cree que el Z-20 está propulsado por el motor de turboeje local WZ-10 que proporciona 1.800 kW (aproximadamente 2.400 shp), en comparación con el motor GE T700-701D que produce 1.500 kW (aproximadamente 2.011 shp) en el S-70 / UH -60 Black Hawk. Además de un motor más potente que el S-70 / UH-60 Black Hawk, el Z-20 incorpora nuevas tecnologías que reducen el peso y mejoran la sustentación, así como tecnología de deshielo de vanguardia en las palas del rotor. Estas características le permiten realizar operaciones a altitudes superiores a 4.000 m (13.200 pies).

## Variantes
Z-20:

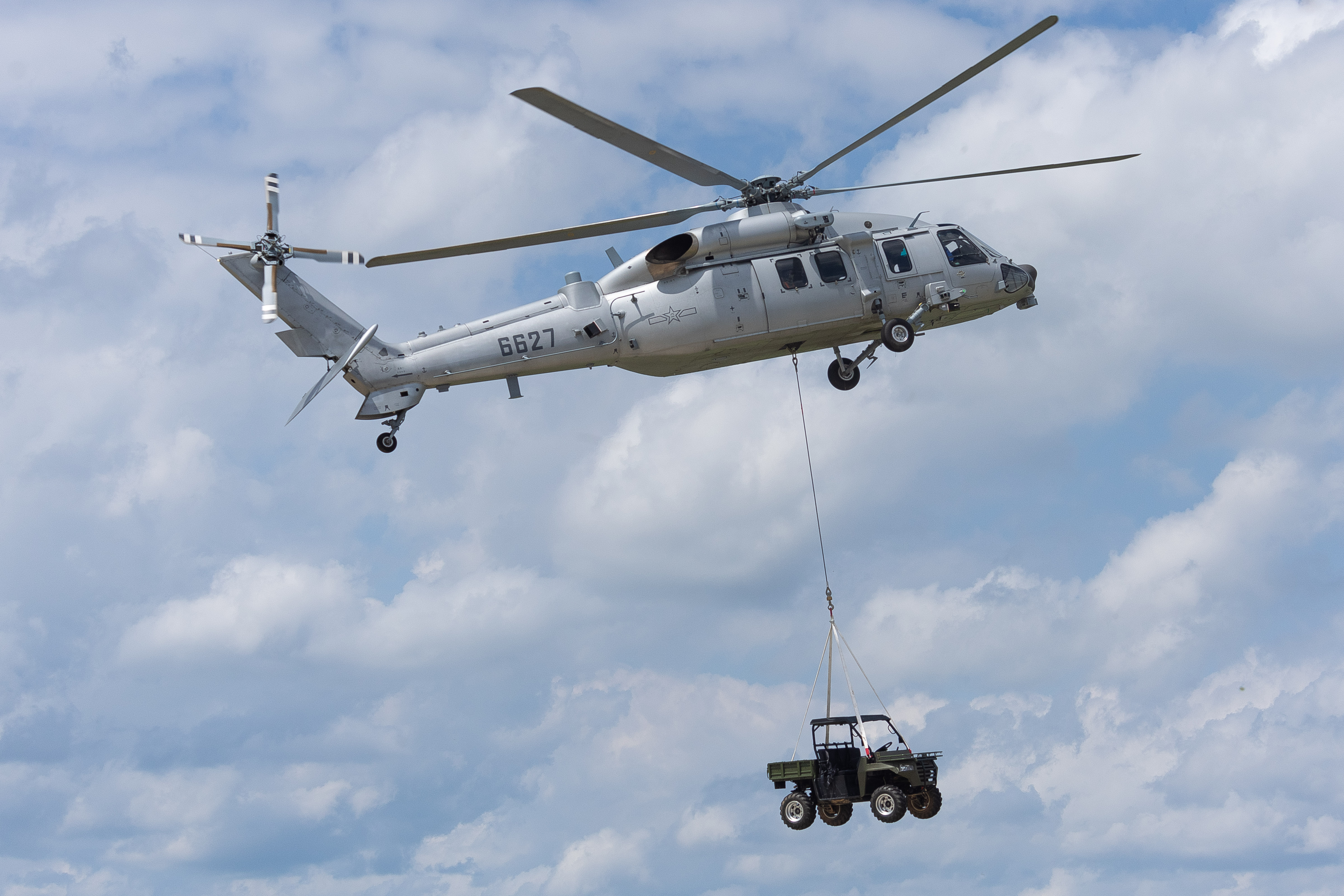
Versión de la Fuerza Aérea China del Z-20

Variante de transporte básica. Puede equiparse con hasta 8 misiles KD-10.
Z-20S:
Variante de utilidad multifunción. Equipado con FLIR . Puede equiparse con hasta 8 misiles KD-10 .
Z-20F:
Variante naval ASW . Equipado con radar de superficie debajo de la nariz, pilón para torpedos, sonar de inmersión debajo del vientre y ventana de burbujas para observación.

## Operadores
China
- Ejército Popular de Liberación

## Especificaciones

### Características generales
- Capacidad: 12-15 soldados
- Carga: 2200 kg
- Longitud: 20 m
- Altura: 5,3 m

### Rendimiento
- Velocidad nunca excedida (Vne): 360 km/h
- Velocidad crucero (Vc): 290 km/h
- Alcance: 560 km
- Radio de acción: km
- Alcance en combate: km
- Alcance en ferry: km
- Techo de vuelo: 6,000 m
- Régimen de ascenso: 7,1 m/s

### Armamento
- Armas de proyectiles: ametralladoras

### Aeronaves Similares
- Sikorsky UH-60 Black Hawk
- Mil Mi 17
- NH90